# Igreja Católica na Namíbia
A Igreja Católica na Namíbia é parte da Igreja Católica universal, em comunhão com a liderança espiritual do Papa, em Roma, e da Santa Sé. Muitos fiéis namibianos de todas as denominações religiosas combinam elementos de religiões tradicionais africanas. Apesar de o luteranismo ser a maior denominação cristã do país, a Igreja Católica é fortemente reconhecida como autoridade moral na sociedade.

## História
O cristianismo chegou à região em 1486, quando navegadores portugueses, sob o comando de Bartolomeu Dias, desembarcaram brevemente em Cabo Cross e em Angra Pequena e iniciaram a evangelização. Em 1878, o padre Duparquest, da ordem dos padres espiritanos, veio de Angola atravessando o território em um carroça, e obteve a Prefeitura Apostólica da Cimbebasia, erigida em 1879, confiada à sua congregação. Quando a Prefeitura da Baixa Cimbebasia foi criada em 1892, os Missionários Oblatos de Maria Imaculada (OMI) assumiram seu controle. A região tornou-se um protetorado alemão em 1884, e em 1896 o novo governo concedeu a esses religiosos um local com vista para a cidade de Windhoek, que mais tarde foi denominada Colina Romana, por causa da catedral, reitoria, hospital convento e ensino médio ali erigidos. Os oblatos de São Francisco de Sales, encarregados do vicariato do Rio Orange desde 1884, foram encarregados em 1909 da região de Namaqualândia, que se tornou vicariato em 1930. O segundo vicariato, que abrangia a região norte do país, é o de Windhoek, erigido em 1926 e confiado à IMO.
A Namíbia passou por um período de violência, que começou logo após a virada do século XX. De 1904 a 1907, as forças alemãs quase exterminaram as tribos dos hererós e namaquas, matando cerca de 80.000 pessoas após um levante contra os colonizadores. A Namíbia foi invadida pela África do Sul durante a Primeira Guerra Mundial e, em 1919, o controle foi transferido da Alemanha para a África do Sul pela Liga das Nações. A independência  do país ocorreu após uma violenta guerra contra o domínio sul-africano, e durou 25 anos.
A Igreja Católica, juntamente com a igreja luterana e líderes de outras denominações cristãs, esteve envolvida na busca pela independência, pedindo repetidamente uma mudança na política sul-africana e a restauração da liberdade e dos direitos humanos. Vários líderes religiosos foram expulsos do país por causa de seus esforços em prol dessa causa. Nos anos 90, atos esporádicos de violência no país envolveram a Igreja algumas vezes, contudo, essa violência resultava de conflitos tribais e não religiosos.
Desde 1998, está em vigor um acordo entre o Ministério da Saúde namibiano e a Igreja Católica, em que os centros sanitários religiosos trabalham em conjunto com esse órgão do governo, recebendo subsídios financeiros. Nesse mesmo ano, a Caritas Namíbia fundou a Ação Católica contra a AIDS, utilizando-se da conferência episcopal. O programa nacional ajuda as pessoas que vivem com o vírus HIV por meio de cuidados e aconselhamento familiar em casa, educação para jovens, prevenção da transmissão da doença, cuidados e apoio para órfãos e crianças vulneráveis, aconselhamento e testes voluntários. Seu sucesso foi destacado quando o governo adotou o programa como modelo para suas próprias iniciativas contra a AIDS. O objetivo da Caritas é que as iniciativas da Igreja sejam feitas para que a população necessitada adquira propriedades, administração dos próprios recursos e financiamento local. Para isso, a agência oferece treinamento profissionalizante, com empréstimos para ajudar a abrir empresas de pequena porte e obter sementes e equipamentos agrícolas. Além disso, visa-se promover a construção de escolas e hospitais, cozinhas populares para aumentar o acesso aos alimentos, atendimento domiciliar para famílias e campanhas para promover a construção da paz.

## Atualmente

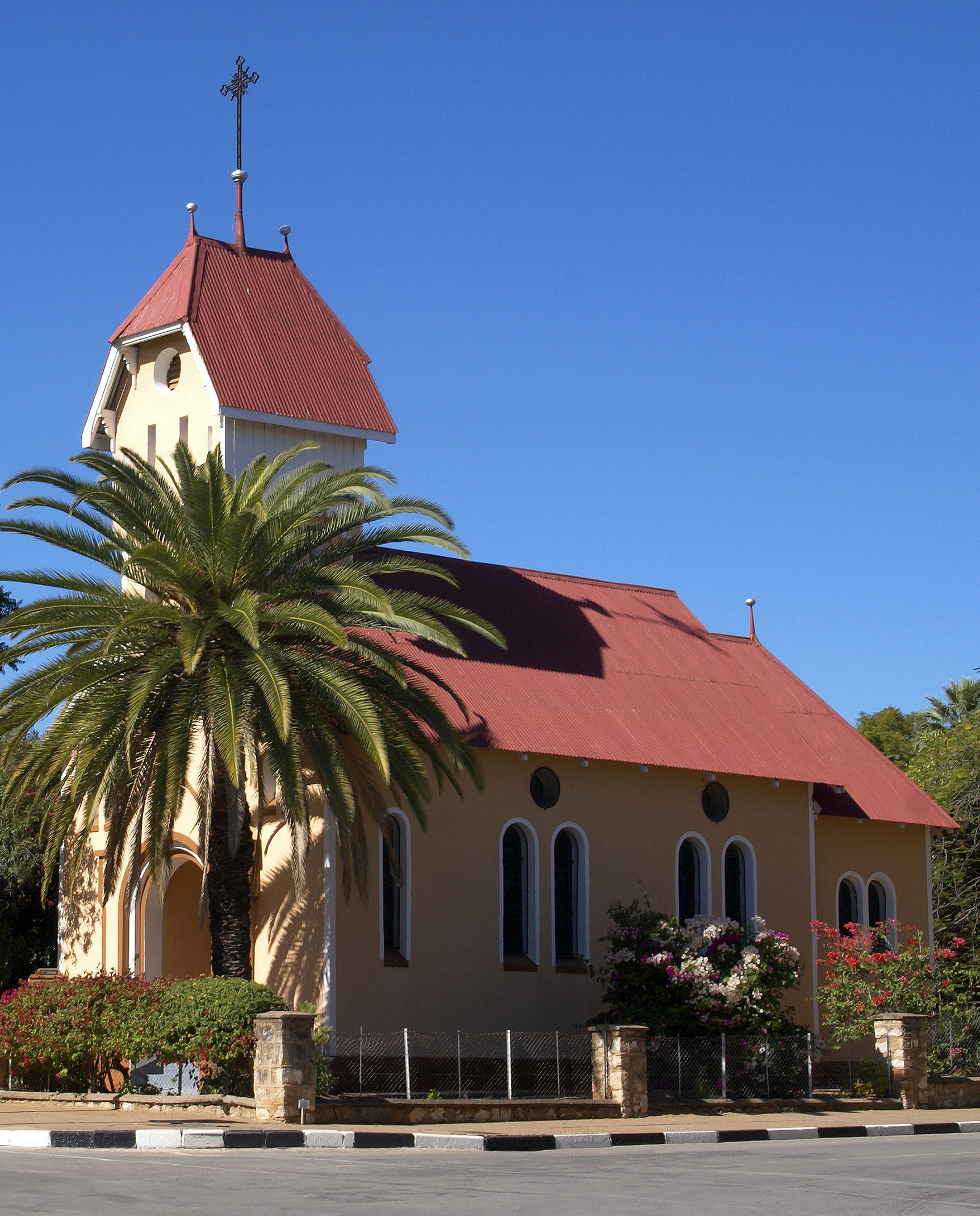
Igreja de Santa Bárbara, em Tsumeb.

Em 2000, o país tinha 66 paróquias, atendidas por 13 padres diocesanos e 58 religiosos, embora uma maior quantidade de sacerdotes se mostrasse necessária. Outros religiosos incluíram aproximadamente 36 irmãos e 285 irmãs. A maioria das crianças namibianas frequentou escolas administradas pela Igreja Católica, que totalizavam 27 escolas primárias e oito secundárias. Muitos hospitais, dispensários, orfanatos e albergues do país também estavam sob os cuidados da Igreja. Nesse mesmo ano, um em cada quatro namibianos estava infectado com o vírus HIV. Os esforços de evangelização da igreja foram aprimorados pela publicação de um Sacrametário e um Lecionário em africâner, iniciado na África do Sul no final dos anos 80.
O Papa Bento XVI em 10 de abril de 2005 afirmou sobre a Igreja Católica na África, na presença dos bispos dos países da África austral, entre eles os da Namíbia:
| “ | Enquanto olho para a Igreja que está na África, bem como para tudo aquilo que ali se realizou ao longo do século passado, dou graças ao nosso Pai celestial pelos numerosos sacerdotes, religiosos, religiosas, leigos e leigas, que deram a sua vida por esta nobre tarefa. Os Bispos têm a particular responsabilidade de garantir que estes "evangelizadores insubstituíveis" recebam a necessária preparação espiritual, doutrinal e moral. | ” |
|   | — Papa Bento XVI aos bispos da África do Sul, Botsuana, Suazilândia, Namíbia e Lesoto. |   |

Em 24 de abril de 2015, os bispos da Namíbia e do Lesoto se reuniram no Vaticano para sua visita ad limina apostolorum. O arcebispo de Windhoek e presidente da Conferência Episcopal, Dom Liborius Nashenda,  afirmou que a prioridade da Igreja Católica namibiana é "se tornar autossuficiente, e garantir que os fiéis se sintam protagonistas" em seu trabalho pastoral.Ele disse que também há o desafio do baixo número de vocações: "Nossa Igreja foi fundada pelos missionários e agora eles estão diminuindo. Por isso, temos que mobilizar os nossos fiéis e rezar por mais vocações locais. Assim vamos poder um dia alcançar a autossuficiência". O Papa Francisco também frisou o problema da epidemia da AIDS que o continente enfrenta.
| “ | Fortaleçam os fiéis no amor para vencerem o egoísmo na vida privada ou pública; sejam generosos em levar a ternura de Cristo onde há ameaças à vida humana, desde o ventre materno até a velhice, e de modo especial, àqueles que sofrem com o HIV e a AIDS. | ” |
|   | — Papa Francisco aos bispos namibianos e lesotianos.. |   |

Entre os dias 1º e 12 de maio, o secretário da Congregação para a Evangelização dos Povos, Dom Protase Rugambwa, realizou uma visita pastoral à Namíbia e a Botsuana, sendo que seus principais objetivos foram conhecer a vida e a missão da Igreja local, analisar os resultados alcançados e encorajar os agentes missionários locais. Ele visitou diversas entidades católicas, e ordenou o novo bispo da Diocese de Keetmanshoop.
Durante a pandemia de COVID-19, missas com a presença do povo foram suspensas em algumas regiões do país. Em 2 de maio de 2021, a Irmã Helena Mwapiti Amwaandangi, secretária geral da Conferência dos Bispos Católicos Namibianos, faleceu em decorrência da COVID-19, enquanto estava internada na UTI do hospital católico de Windhoek, capital do país. Fazia apenas um mês que a religiosa ocupava esse cargo na conferência, sucedendo ao padre Linus Ngenomesho, após este ser nomeado pelo Papa Francisco administrador apostólico do Vicariato Apostólico de Rundu.

## Organização territorial
O catolicismo está presente no país com apenas uma província eclesiástica, que cobre todo o território, e inclui três circunscrições eclesiásticas, sendo uma arquidiocese, uma diocese e um vicariato apostólico. Em 1994 foi estabelecida a hierarquia da igreja, quando Windhoek se tornou a sé metropolitana do país. Listadas abaixo essas circunscrições:
| Circunscrições eclesiásticas católicas da Namíbia | Circunscrições eclesiásticas católicas da Namíbia | Circunscrições eclesiásticas católicas da Namíbia | Circunscrições eclesiásticas católicas da Namíbia | Circunscrições eclesiásticas católicas da Namíbia |
| Circunscrição                                     | Ano de ereção                                     | Catedral                                          | Mapa                                              | Ref.                                              |
| ------------------------------------------------- | ------------------------------------------------- | ------------------------------------------------- | ------------------------------------------------- | ------------------------------------------------- |
| Arquidiocese de Windhoek                          | 1892                                              | Catedral de Santa Maria                           |                                                   | [ 18 ]                                            |
| Diocese de Keetmanshoop                           | 1909                                              | Catedral de Santo Estanislau                      |                                                   | [ 19 ]                                            |
| Vicariato Apostólico de Rundu                     | 1994                                              | Catedral de Santa Maria                           |                                                   | [ 20 ]                                            |

## Conferência Episcopal
A reunião episcopal do país forma a Conferência dos Bispos Católicos Namibianos, que foi criada em 1996.

## Nunciatura Apostólica
A Nunciatura Apostólica da Namíbia foi criada em 1996.